# Список концертів та турів Blackpink
Південнокорейський жіночий гурт Blackpink виступив на трьох концертних турах (два з яких світові), двох одноразових концертах і одній фан-зустрічі з моменту свого дебюту в серпні 2016 року. У липні 2017 року Blackpink провели свій дебютний японський концерт у Ніппон Будокан у Токіо перед 14 000 шанувальниками. Перший концертний тур гурту, Blackpink Arena Tour, розпочався в липні 2018 року; усього було проведено 8 концертів всією Японією та залучино 125 000 фанатів. У листопаді того ж року Blackpink розпочали свій перший всесвітній концертний тур In Your Area World Tour, під час якого відбулося 36 концертів у 17 країнах Азії, Північної Америки, Європи та Океанії. Він зібрав на той момент рекордну кількість відвідувачів у 472 183 людини, та став найуспішнішим концертним туром жіночого K-pop-гурту. З жовтня 2022 року до вересня 2023 року Blackpink проводили свій другий всесвітній концертний тур — Born Pink World Tour, за якого проведено 66 концертів у 22 країнах світу. Він зібрав усього 1,8 мільйона людей та став найбільш відвідуваним концертним туром дівочого K-pop-гурту. Born Pink World Tour посів десяте місце в рейтингу 40 найкращих турів 2023 року за версією «Білборд» і встановив рекорд як найкасовіший концертний тур жіночого гурту в історії.

## Концертні тури
| Назва                     | Дата                               | Пов'язаний альбом(и)             | Місце                                | Кількість виступів | Збори                          | Кількість відвідувачів | Прим.       |
| ------------------------- | ---------------------------------- | -------------------------------- | ------------------------------------ | ------------------ | ------------------------------ | ---------------------- | ----------- |
| Blackpink Arena Tour 2018 | 24 липня 2018 — 24 грудня 2018     | Blackpink Blackpink in Your Area | Японія                               | 8                  | Н/Д                            | 125 000                | [ 6 ] [ 7 ] |
| In Your Area World Tour   | 10 листопада 2018 — 22 лютого 2020 | Square Up Kill This Love         | Азія Північна Америка Європа Океанія | 36                 | $56 756 285                    | 472 183                | [ 8 ] [ 2 ] |
| Born Pink World Tour      | 15 жовтня 2022 — 17 вересня 2023   | Born Pink                        | Азія Північна Америка Європа Океанія | 66                 | $148 300 000 (29/66 концертів) | 1 800 000              | [ 3 ] [ 4 ] |

## Одноразові концерти
| Назва | Дата          | Місце                         | Місто | Список композицій | Кількість відвідувачів | Прим.               |
| --- | ------------- | ----------------------------- | ----- | --- | ---------------------- | ------------------- |
| Blackpink Japan Premium Debut Showcase | 20 липня 2017 | Палац бойових мистецтв Японії | Токіо | «Boombayah» «Playing With Fire» «Whistle» «Stay» «As If It's Your Last» «Boombayah» (корейська версія) | 14 000                 | [ 1 ]               |
| З метою просування себе в Японії, Blackpink провели дебютний японський концерт у Ніппон Будокан перед 14 000 шанувальниками. Трек-ліст складався з попередніх релізів гурту, виконаних японською мовою, а також корейської версії пісні «Boombayah» на біс. Пізніше виступ транслювали на японському телеканалі M-on! HD. Запис концерту включений в перевидання дебютного мініальбому гурту Re:Blackpink, яке вийшло на початку 2018 року.               |               |                               |       | |                        |                     |
| YG Palm Stage ― 2021 Blackpink: The Show | 31 січня 2021 | YouTube Music                 | Сеул  | Список композицій - «Kill This Love» - «Crazy Over You» - «How You Like That» - «Dont Know What To Do» - «Playing With Fire» - «Lovesick Girls» - «Habits (Stay High)» (кавер Джісу на пісню Туве Лу) - «Say So» (кавер Ліси на пісню Doja Cat) - «Sour Candy» - «Love To Hate Me» - «You Never Know» - «Solo» (соло Дженні) - «Gone» (соло Розе) - «Pretty Savage» - «Ddu-Du Ddu-Du» - «Whistle» - «As If It's Your Last» - «Boombayah» - «Forever Young» | 280 000+               | [ 9 ] [ 10 ] [ 11 ] |
| 31 січня 2021 року на своєму YouTube-каналі Blackpink провели свій перший віртуальний платний онлайн-концерт під назвою «The Show». Під час нього вперше були виконані пісні з альбому The Album та сольна пісня учасниці Розе «Gone» з її дебютного сингл-альбому R, який пізніше вийде 12 березня. Концерт у прямому ефірі зібрав приблизно 280 000 платних підписок, заробивши понад 10 мільярдів вон (8,9 мільйонів доларів США) від продажу квитків. |               |                               |       | |                        |                     |

## Віртуальні концерти
| Концерт                | Дата                          | Додаток     | Виконані пісні                                                        | Прим.  |
| ---------------------- | ----------------------------- | ----------- | --------------------------------------------------------------------- | ------ |
| Blackpink: The Virtual | 22 липня 2020 — 31 липня 2022 | PUBG Mobile | «Ddu-Du Ddu-Du» «Kill This Love» «How You Like That» «Ready for Love» | [ 12 ] |

## Фанзустрічі
| Назва                          | Дата                              | Місто | Країна         | Місце            | Прим.  |
| ------------------------------ | --------------------------------- | ----- | -------------- | ---------------- | ------ |
| 2019 Private Stage [Chapter 1] | 21 вересня 2019 (обидві зустрічі) | Сеул  | Південна Корея | Олімпійська зала | [ 13 ] |

## Музичні фестивалі
| Подія                     | Дата                            | Місце                     | Місто           | Виконані пісні | Прим.  |
| ------------------------- | ------------------------------- | ------------------------- | --------------- | --- | ------ |
| SBS Gayo Daejeon          | 26 грудня 2016                  | COEX                      | Сеул            | «Whistle» «Playing with Fire» | [ 14 ] |
| A-Nation                  | 27 серпня 2027                  | Адзіномото                | Токіо           | «Boombayah» «Playing with Fire» «Whistle» «As If It's Your Last» | [ 15 ] |
| Daejeon SF Music Festival | 24 вересня 2017                 | Daejeon World Cup Stadium | Теджон          | «As If It's Your Last» «Playing with Fire» | [ 16 ] |
| Pyeongchang Music Festa   | 28 вересня 2017                 | Phoenix Pyeongchang       | Пхьончхан       | «Playing with Fire» «As If It's Your Last» «Stay» | [ 17 ] |
| Fever Festival            | 30 вересня 2017                 | Seoul Plaza               | Сеул            | «Playing with Fire» "As If It's Your Last» «Whistle» «Stay» | [ 18 ] |
| Korea Music Festival      | 1 жовтня 2017                   | Gocheok Sky Dome          | Сеул            | «Playing with Fire» «As If It's Your Last» | [ 19 ] |
| Busan One Asia Festival   | October 22, 2017                | Головний стадіон Азіади   | Пусан           | «As If It's Your Last» «Playing with Fire» | [ 20 ] |
| SBS Gayo Daejeon          | 25 грудня 2017                  | Gocheok Sky Dome          | Сеул            | «So Hot» ( кавер на пісню Wonder Girls ) «As If It's Your Last» | [ 21 ] |
| SBS Gayo Daejeon          | 25 грудня 2018                  | Gocheok Sky Dome          | Сеул            | «Solo» (соло Дженні ) «Ddu-Du Ddu-Du» «Forever Young» | [ 22 ] |
| Коачелла                  | 12 квітня 2019 — 19 квітня 2019 | Empire Polo Club          | Індіо           | «Ddu-Du Ddu-Du» «Forever Young» «Stay» «Whistle» «Kiss and Make Up» «Solo» (соло Дженні) «Kill This Love» «Don't Know What To Do» «Kick It» «See U Later» «Playing with Fire» «Boombayah» «As If It's Your Last»                                                                                                  | [ 23 ] |
| A-Nation                  | 17 серпня 2019                  | Нагаї                     | Осака           | «Ddu-Du Ddu-Du» «Forever Young» «Stay» «Whistle» «Kill This Love» «Don't Know What To Do» «Kick It» «Boombayah» «As If It's Your Last» | [ 24 ] |
| Summer Sonic Festival     | 18 серпня 2019                  | Zozo Marine Stadium       | Тіба            | «Ddu-Du Ddu-Du» «Forever Young» «Stay» «Whistle» «Kill This Love» «Don't Know What To Do» «Kick It» «Boombayah» «As If It's Your Last» | [ 25 ] |
| Wired Music Festival      | 7 вересня 2019                  | Aichi Sky Expo            | Префектура Айті | «Ddu-Du Ddu-Du» «Forever Young» «Stay» «Whistle» «Kill This Love» «Don't Know What To Do» «Kick It» «Boombayah» «As If It's Your Last» | [ 26 ] |
| Коачелла                  | 15 квітня 2023 — 22 квітня 2023 | Empire Polo Club          | Індіо           | «Pink Venom» «Kill This Love» «How You Like That» «Pretty Savage» «Kick It» «Whistle» «You & Me» (соло Дженні) «Flower» (соло Джісу ) «Gone» / «On the Ground» (соло Розе ) «Money» (соло Ліси ) «Boombayah» «Lovesick Girls» «Playing with Fire» «Typa Girl» «Shut Down» «Tally» «Ddu-Du Ddu-Du» «Forever Young» | [ 27 ] |
| BST Hyde Park             | 2 липня 2023                    | Гайд-парк                 | Лондон          | «Pink Venom» «How You Like That» «Pretty Savage» «Kick It» «Whistle» «You & Me» / "Solo" (соло Дженні) «Flower» (соло Джісу) «Gone» / «On the Ground» (соло Розе) "Money" (соло Ліси) «Boombayah» «Lovesick Girls» «Playing with Fire» «Typa Girl» «Shut Down» «Tally» «Ddu-Du Ddu-Du» «Forever Young»            | [ 28 ] |

## Церемонії нагородження
| Церемонія                      | Дата              | Місто  | Виконані пісні                             | Прим.  |
| ------------------------------ | ----------------- | ------ | ------------------------------------------ | ------ |
| Перша Asia Artist Awards       | 16 листопада 2016 | Сеул   | «Whistle» «Playing with Fire»              | [ 29 ] |
| Melon Music Awards             | 19 листопада 2016 | Сеул   | «Whistle» «Playing with Fire»              | [ 30 ] |
| 31-ша Golden Disc Awards       | 13 січня 2017     | Коян   | «Whistle» «Playing with Fire»              | [ 31 ] |
| 26-та Seoul Music Awards       | 19 січня 2017     | Сеул   | «Playing with Fire» «Boombayah»            | [ 32 ] |
| Шоста Gaon Chart Music Awards  | 22 лютого 2017    | Сеул   | «Whistle» «Playing with Fire»              | [ 33 ] |
| MTV Video Music Awards Japan   | 27 вересня 2017   | Токіо  | «As If It's Your Last» «Boombayah»         | [ 34 ] |
| 32-га Golden Disc Awards       | 10 січня 2018     | Коян   | «Playing with Fire» «As If It's Your Last» | [ 35 ] |
| 27-ма Seoul Music Awards       | 25 січня 2018     | Сеул   | «As If It's Your Last»                     | [ 36 ] |
| MTV Video Music Awards Japan   | 10 жовтня 2018    | Токіо  | «Ddu-Du Ddu-Du»                            | [ 37 ] |
| Melon Music Awards             | 1 грудня 2018     | Сеул   | «Ddu-Du Ddu-Du»                            | [ 38 ] |
| 33-тя Golden Disc Awards       | 5 січня 2029      | Сеул   | «Ddu-Du Ddu-Du» «Forever Young»            | [ 39 ] |
| Восьма Gaon Chart Music Awards | 23 січня 2019     | Сеул   | «Ddu-Du Ddu-Du» «Forever Young»            | [ 40 ] |
| MTV Video Music Awards         | 28 серпня 2022    | Ньюарк | «Pink Venom»                               | [ 41 ] |

## Телешоу та спецвипуски
| Подія                                  | Дата              | Місто        | Виконані пісні | Прим.  |
| -------------------------------------- | ----------------- | ------------ | --- | ------ |
| Party People                           | 12 серпня 2017    | Сеул         | «Whistle» «Playing with Fire» «Boombayah» «Partition» (танцювальний кавер на пісню Бейонсе ) " Sure Thing " (кавер на пісню Міґеля ) | [ 42 ] |
| «Доброго ранку, Америко»               | 12 лютого 2019    | Нью-Йорк     | «Ddu-Du Ddu-Du» | [ 43 ] |
| «Пізнє шоу зі Стівеном Кольбером»      | 12 лютого 2019    | Нью-Йорк     | «Ddu-Du Ddu-Du» | [ 44 ] |
| Strahan & Sara                         | 15 лютого 2019    | Нью-Йорк     | «Forever Young» | [ 45 ] |
| The Late Late Show with James Corden   | 18 квітня 2019    | Лос-Анджелес | «Kill This Love» | [ 46 ] |
| Music Station                          | 18 жовтня 2019    | Токіо        | «Kill This Love» | [ 47 ] |
| The Tonight Show Starring Jimmy Fallon | 27 червня 2020    | Нью-Йорк     | «How You Like That» | [ 48 ] |
| «Джиммі Кіммел наживо!»                | 20 жовтня 2020    | Лос-Анджелес | «Lovesick Girls» | [ 49 ] |
| «Доброго ранку, Америко»               | 21 жовтня 2020    | Нью-Йорк     | «Lovesick Girls» | [ 50 ] |
| Waktu Indonesia Belanja TV Show        | 25 листопада 2020 | Джакарта     | «Lovesick Girls» | [ 51 ] |
| Waktu Indonesia Belanja TV Show        | 25 січня 2021     | Джакарта     | «Pretty Savage» | [ 52 ] |
| The Late Late Show with James Corden   | 27 січня 2021     | Лос-Анджелес | «Pretty Savage» | [ 53 ] |
| Music Station                          | 20 серпня 2021    | Токіо        | «Lovesick Girls» | [ 54 ] |
| «Джиммі Кіммел наживо!»                | 19 вересня 2022   | Лос-Анджелес | «Shut Down» | [ 55 ] |
| Le Gala des Pièces Jaunes              | 28 січня 2023     | Париж        | «Shut Down» «Pink Venom» | [ 56 ] |

## Інші живі виступи
| Подія                                          | Дата           | Місто    | Виконані пісні                                         | Прим.  |
| ---------------------------------------------- | -------------- | -------- | ------------------------------------------------------ | ------ |
| TGC Hiroshima 2017 від Tokyo Girls Collection  | 2 вересня 2017 | Хіросіма | «Boombayah» «Playing with Fire» «As If It's Your Last» | [ 57 ] |
| Lotte Duty Free Family Concert                 | 22 червня 2018 | Сеул     | «As If It's Your Last» «Stay» «Forever Young»          | [ 58 ] |
| TGC Kitakyushu 2018 від Tokyo Girls Collection | 6 жовтня 2018  | Кітакюсю | «Ddu-Du Ddu-Du» «Forever Young» «As If It's Your Last» | [ 59 ] |
| SBS Super Concert у Сувоні                     | 14 жовтня 2018 | Сувон    | «Ddu-Du Ddu-Du» «Forever Young»                        | [ 60 ] |